# 谷田部ネギ
谷田部ネギ（やたべねぎ）は、福井県小浜市谷田部で栽培される葱である。

## 特徴
「谷田部ねぎ」品種の来歴は不明だが、九条系品種からの系統分離が進んだとされ、谷田部地域で栽培されていることから、その名が付いた。分けつ性の葉ネギで、2～3本に分けつする。葉の肉質がやわらかいという品種の特性から、通常のネギのように立てて植えられず、斜めに植えて栽培するため、軟白部が釣り針状に曲がっているのが特徴である。多くは秋に播種し春に定植する。
独特のねばりと甘みを有する。寒くなると、より甘みが増すという。
2006年、若狭おばまブランド推奨機構が「若狭おばまブランド認証品」に認証し、2007年、NPO法人スローフードジャパンが「味の箱舟」に認定した。また、伝統の福井野菜振興協議会によって「福井の伝統野菜」と位置づけられている。